# جرج سوم
جرج سوم (به انگلیسی: George III) با نام اصلی جرج ویلیام فردریک (به انگلیسی: George William Frederick) پادشاه پادشاهی متحد بریتانیای کبیر و ایرلند در تاریخ ۴ ژوئن [سبک قدیمی: ۲۴ مه] ۱۷۳۸ متولد شد و در تاریخ ۲۹ ژانویه ۱۸۲۰ درگذشت. او از تاریخ ۲۵ اکتبر ۱۷۶۰ تا ۱ ژانویه ۱۸۲۰ پادشاهی این سرزمین را بر عهده داشت.
در زمان حکومت وی کشورش بسیاری از مستعمرات خود را از دست داد، که مهمترین آنها از دست دادن مستعمرات سیزده‌گانه در آمریکای شمالی بود که بعدها درآن کشور ایالات متحده به وجود آمد.
به خاطر رفتار ساده، خودمانی و مقتصدانه به وی لقب جرج کشاورز را داده بودند.